# Tymbodesmus figlinus
Tymbodesmus figlinus är en mångfotingart som beskrevs av Cook 1897. Tymbodesmus figlinus ingår i släktet Tymbodesmus och familjen Gomphodesmidae. Inga underarter finns listade i Catalogue of Life.